# Analizzatore d'antenna

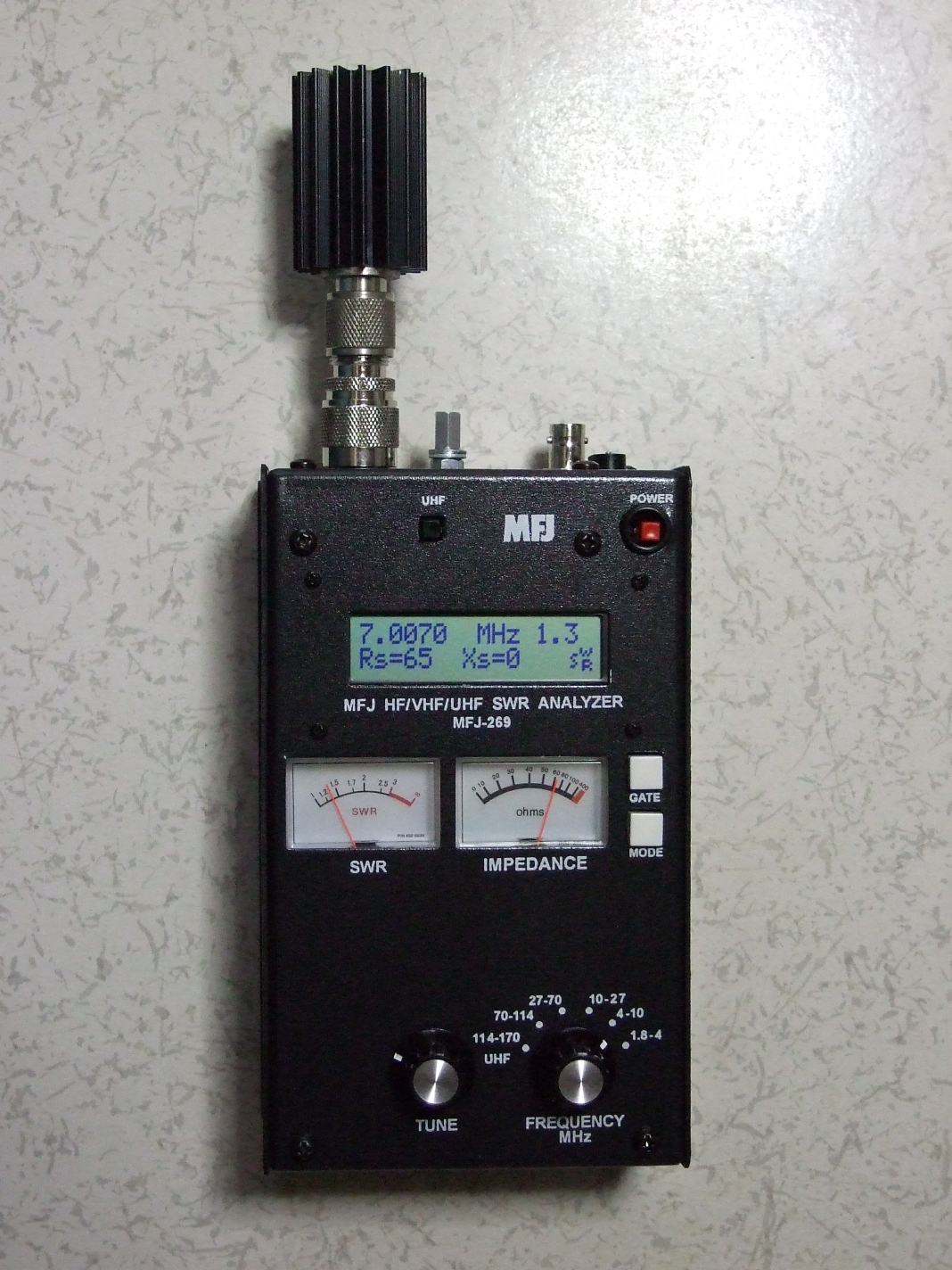
Un analizzatore d'antenna che misura il ROS e l'impedenza complessa di un carico fittizio. MFJ Enterprises Inc. MFJ-269.

Un analizzatore d'antenna è un dispositivo usato per misurare l'impedenza d'ingresso di sistemi d'antenna nelle applicazioni di elettronica nel campo della radio.

## Tipi di analizzatori

### Circuiti a ponte per antenne
Un circuito a ponte si compone di due "bracci" che presentano impedenze a volori complessi dipendenti dalla frequenza. Un "braccio" dell'analizzatore è un circuito con componenti calibrati la cui impedenza combinata può essere letta su una scala. L'altro "braccio" dell'analizzatore contiene l'impedenza incognita, un'antenna o un componente reattivo.
Per misurare l'impedenza, il ponte è regolato in modo tale che i due "bracci" abbiano la stessa impedenza. Quando le due impedenze sono uguali, il ponte è bilanciato. Usando questo circuito è possibile misurare l'impedenza dell'antenna collegata tra ANT e GND, oppure è possibile regolare l'antenna fino a quando essa non abbia la stessa impedenza della rete sul lato sinistro dello schema sotto. Il ponte può essere alimentato o con rumore bianco o con una semplice portante (connessa all'ingresso). Nel caso del rumore bianco l'ampiezza del segnale in ingresso può essere molto bassa e si può usare un ricevitore radio come rivelatore. Nel caso di una semplice portante, allora, a seconda del livello, si può usare come rivelatore o un diodo o un ricevitore. In entrambi i casi un nullo sul rivelatore indicherà quando il ponte è bilanciato.

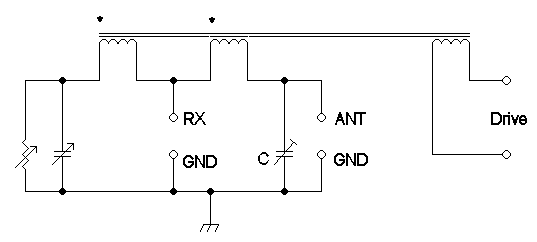
Un tipico circuito a ponte per antenne, il condensatore (C) che fa da trimmer è regolato per bilanciare il ponte quando il condensatore variabile a sinistra è regolato a metà intervallo di funzionamento. Quindi il ponte sarà in grado di rivelare se l'antenna è un carico capacitivo o induttivo.

### Strumenti di misura per tensioni e correnti complesse
Un secondo tipo di analizzatore d'antenna misura la tensione complessa e la corrente complessa attraverso l'antenna. Questo strumento, poi, utilizza metodi matematici per calcolare l'impedenza complessa e visualizzarla su una scala calibrata o su un display digitale. Gli strumenti professionali di questo tipo, solitamente, sono chiamati analizzatori di reti.
Questo tipo di analizzatore non richiede azioni da parte dell'operatore per regolare una resistenza R e una reattanza X con qualche manopola come avviene con l'analizzatore a ponte. Molti di questi strumenti hanno la possibilità di visualizzare contemporaneamente un ampio intervallo di frequenze e quindi di graficare le caratteristiche dell'antenna su tale intervallo. Fare ciò con un ponte regolato manualmente da un operatore porterebbe via molto tempo, richiedendo che l'operatore cambiarsse di volta in volta la frequenza e regolasse le manopole ad ogni singola frequenza per avere un valore nullo sul rivelatore.

## Metodi ad alta e bassa potenza
Molti trasmettitori includono un rosmetro nei circuiti di uscita che funziona effettuando una misura sull'onda riflessa dall'antenna verso il trasmettitore, la quale si mimizza quando l'antenna è adattata. Un'antenna accordata male può rappresentare per il trasmettitore un carico improprio e la potenza riflessa da essa può danneggiarlo. Un analizzatore d'antenna in grado di misurare impedenze complesse tipicamente richiede solo pochi milliwatt di potenza da applicare all'antenna. Questo evita possibili danni al trasmettitore quando l'antenna è accordata male. In più, se la potenza è molto bassa, l'analizzatore può essere usato al di fuori delle bande di frequenza concesse in licenza all'operatore del trasmettitore in modo, quindi, da ottenere dati sulle prestazioni dell'antenna su una vasta gamma di frequenze.

## Usi
Nei sistemi di radiocomunicazione, incluso il radiantismo, un analizzatore d'antenna è un comune strumento di utilità usato per la risoluzione dei problemi di antenne e linee di trasmissione, nonché per ottimizzarne le prestazioni.
I circuiti a ponte per antenne sono stati a lungo usati nell'industria televisiva per accordare le antenne. 
È disponibile un circuito a ponte che misura l'impedenza complessa mentre il trasmettitore è in funzione, praticamente una necessità quando si accordano i sistemi di antenne a più tralicci. In tempi più rcenti, sono diventati più comuni gli analizzatori di rete a lettura diretta.